# Syntrichia papillosissima
Syntrichia papillosissima là một loài Rêu trong họ Pottiaceae. Loài này được (Copp.) Loeske miêu tả khoa học đầu tiên năm 1910.